# 下地駅
下地駅（しもじえき）は、愛知県豊橋市横須賀町後口にある、東海旅客鉄道（JR東海）飯田線の駅である。駅番号はCD02。

## 概要
1925年（大正14年）、豊川鉄道の手によって開業した。1943年（昭和18年）の国有化を経て、1987年（昭和62年）の国鉄分割民営化によりJR東海の経営に移って現在に至っている。IC乗車券サービスの対応駅の一つであり、「TOICA」や相互利用が可能なその他ICカードの利用が可能である。
豊橋駅と旧平井信号場（愛知県豊川市）までの区間は名古屋鉄道（名鉄）名古屋本線と線路を共有しているが、「名鉄の駅ではない」扱いのため名鉄の列車はすべて停車しない。そのため名鉄線を利用したい場合は、JRの列車で一旦豊橋駅へ移動する必要があり、実質的に当駅のある地点と豊橋駅の間2.2キロを一往復することになる。

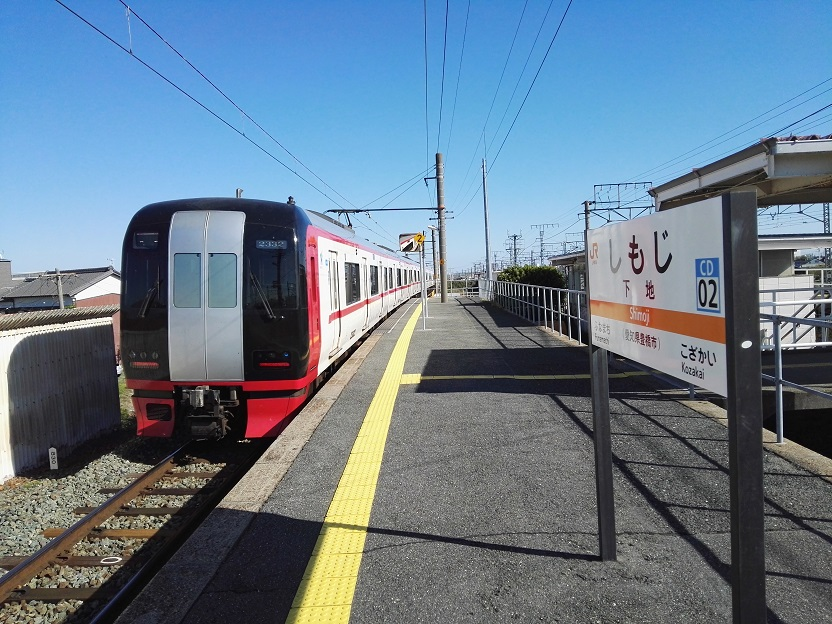
通過する名鉄列車

## 歴史
下地駅を開設した豊川鉄道は、現在のJR飯田線南部にあたる豊橋・大海間を運営していた私鉄である。同鉄道線は1897年（明治30年）に豊橋から豊川まで開通するが、その際、現下地駅が所在する当時の鹿菅村に駅は開設されなかった。下地駅が新設されたのはそれから20年以上を経た1925年12月である。開設当初の名称は「下地停留場」であった。
1943年8月、豊川鉄道線は買収・国有化され国有鉄道飯田線が成立する。これに伴って下地停留場は国有鉄道の「下地駅」となった。開業時から貨物営業を行っておらず、国有化後も貨物・荷物の取り扱いが開始されることのないまま、1987年4月の国鉄分割民営化を迎えてJR東海に継承された。

### 年表
- 1925年（大正14年）12月23日：豊川鉄道の下地停留場として宝飯郡下地町に開業。旅客営業のみを行う旅客駅であった[1]。
- 1943年（昭和18年）8月1日：国有化、国鉄飯田線の下地駅となる[1]。
  - 国有化当初は、飯田線の各駅、東海道本線浜松・名古屋間および中央本線上諏訪・塩尻間の各駅と篠ノ井線松本駅を発着する旅客のみ利用できた[1]。
- 1947年（昭和22年）10月21日：旅客の制限を撤廃[1][2]。
- 1969年（昭和44年）4月1日：業務委託駅となる[3]。
- 1974年（昭和49年）8月21日：現在の駅舎に改築[4]。下り線が移設され変則配置のホームとなる。
- 1985年（昭和60年）4月1日：業務委託終了、無人化[5]。
- 1987年（昭和62年）4月1日：国鉄分割民営化に伴い、東海旅客鉄道（JR東海）の駅となる[6]。
- 1991年（平成3年）3月16日：ダイヤ改正。以降、停車列車は豊橋 - 豊川間の区間運転列車が中心に。
- 2010年（平成22年）3月13日：ICカード「TOICA」の利用が可能となる[7]。
- 2018年（平成30年）3月：駅ナンバリングが導入され、使用を開始する。当駅には「CD02」が与えられた[8]。
- 2024年（令和6年）3月16日：駅舎改築[9]。

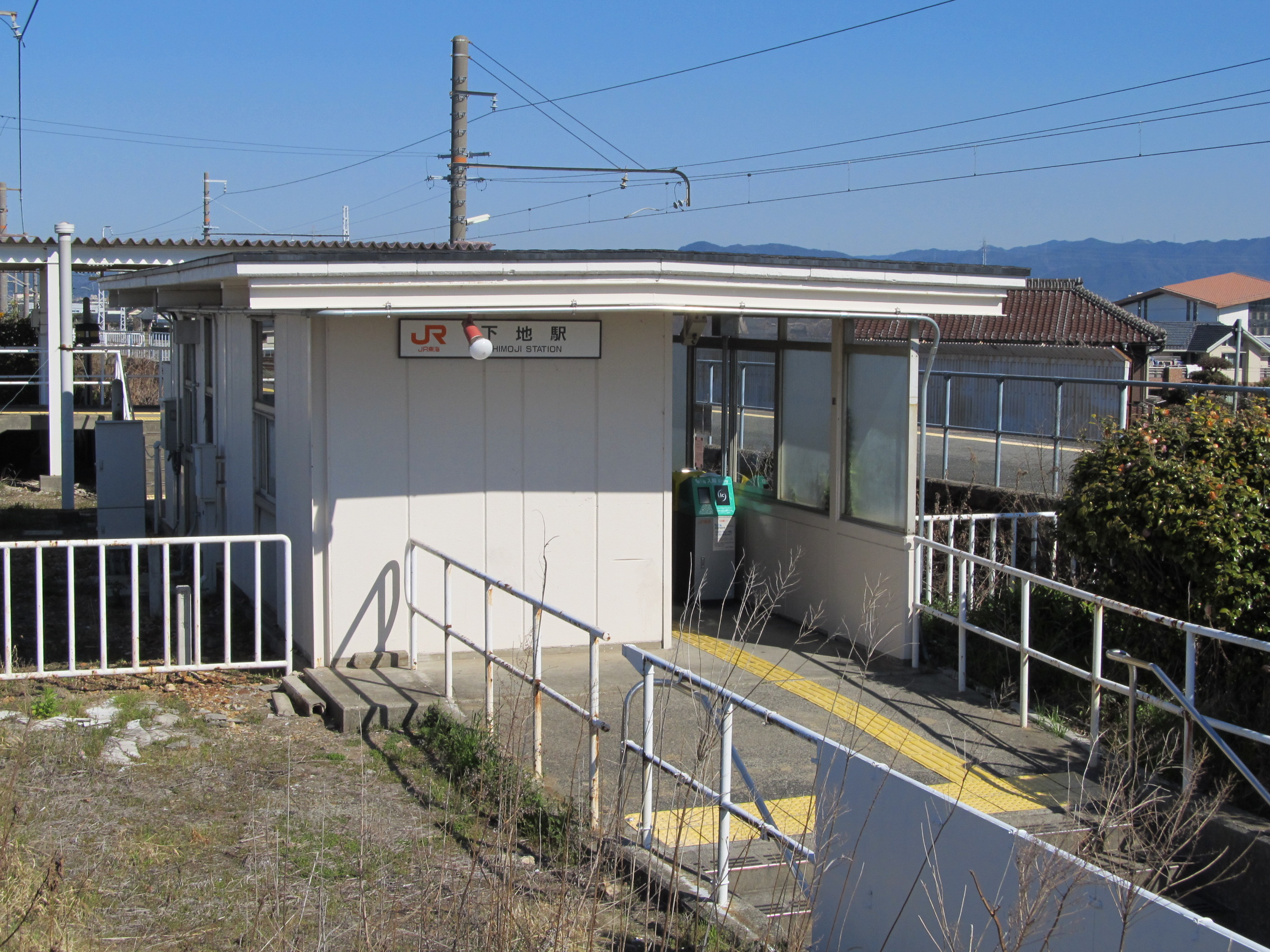
旧駅舎（2011年3月）

## 駅構造
盛土（築堤）上にあり、片側にのみ線路が接する単式ホームを2つの単式ホームが背中合わせで配置（いわゆるH型）されて島式ホームに類似する形状の2面2線の駅（同様の構造はバルーンさが駅でも見られる）となっている。変則的な形状であるのは、東海道本線上下線と飯田線下り線が使用する豊川橋梁（駅の南側）の架け替え・移設に伴ってホームも改修されたためである（元は幅の狭い島式ホームであった）。ホーム番線は西側が1番線、東側が2番線である。
2本のホームに挟まれた場所に駅舎が設置されている。無人駅（駅員無配置駅）であり、管理駅（駅長配置駅）である豊川駅の管理下に置かれている。かつては有人駅であったが、1969年の業務委託化を経て、1985年から無人駅となっている。
現在の駅舎は2024年（令和6年）3月16日より供用を開始した。東海道新幹線の廃車発生品由来のアルミニウム合金を活用した「東海道新幹線再生アルミ」による駅舎建設は当駅が初の事例となる。このほか、既存駅舎の部材や木枕木の再活用、LED照明の使用するなど環境負荷の低減を目指した造りとなっている。ガラス面の装飾はイチョウをモチーフとしたもので、沿線にある豊橋市立下地小学校のイチョウ（「とよはしの巨木・名木100選」選出）に由来する。

### のりば
| 番線 | 路線      | 方向 | 行先           |
| ---- | --------- | ---- | -------------- |
| 1    | CD 飯田線 | 下り | 豊川・飯田方面 |
| 2    | CD 飯田線 | 上り | 豊橋方面       |

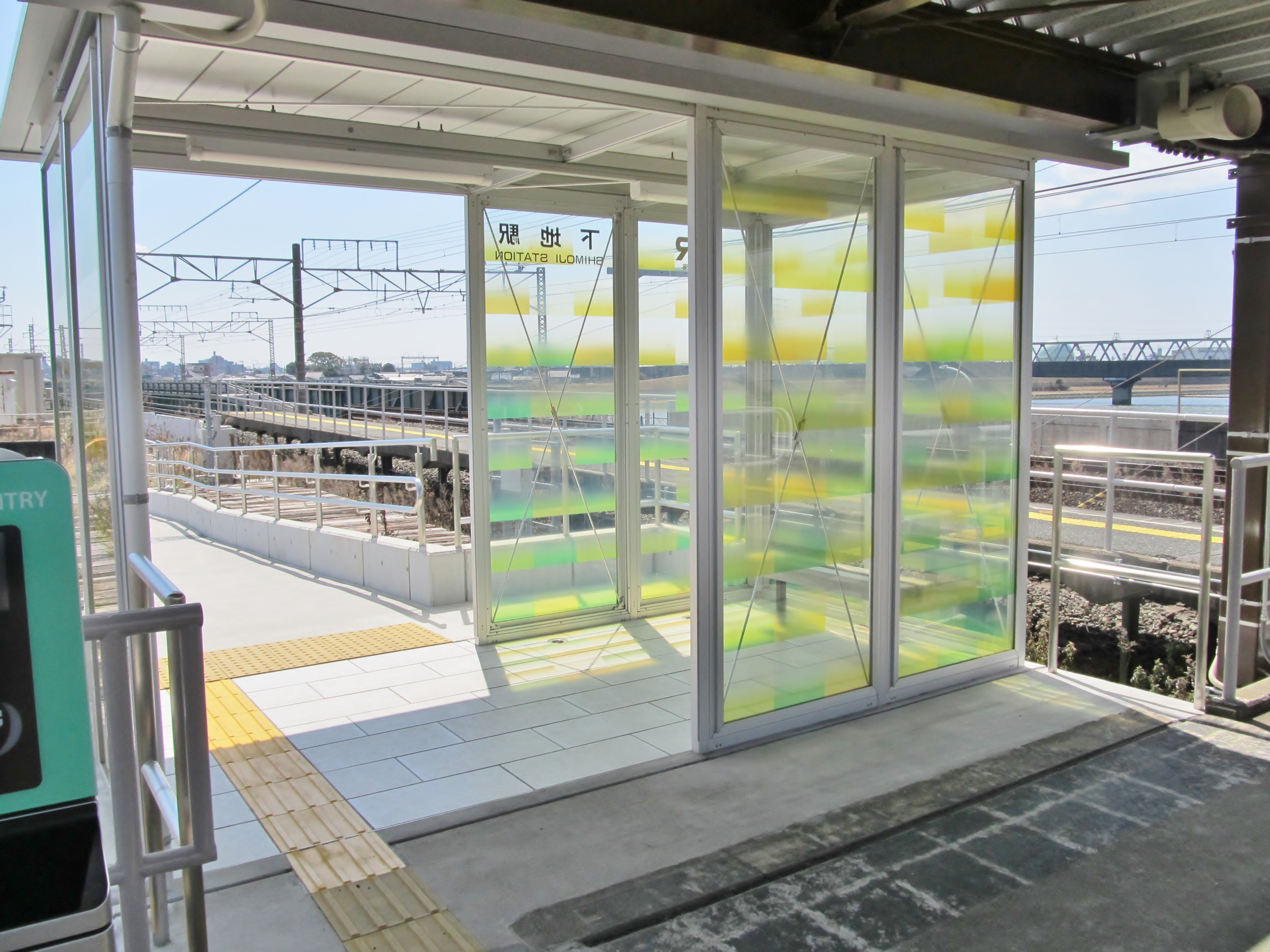
駅舎内部（2025年3月）
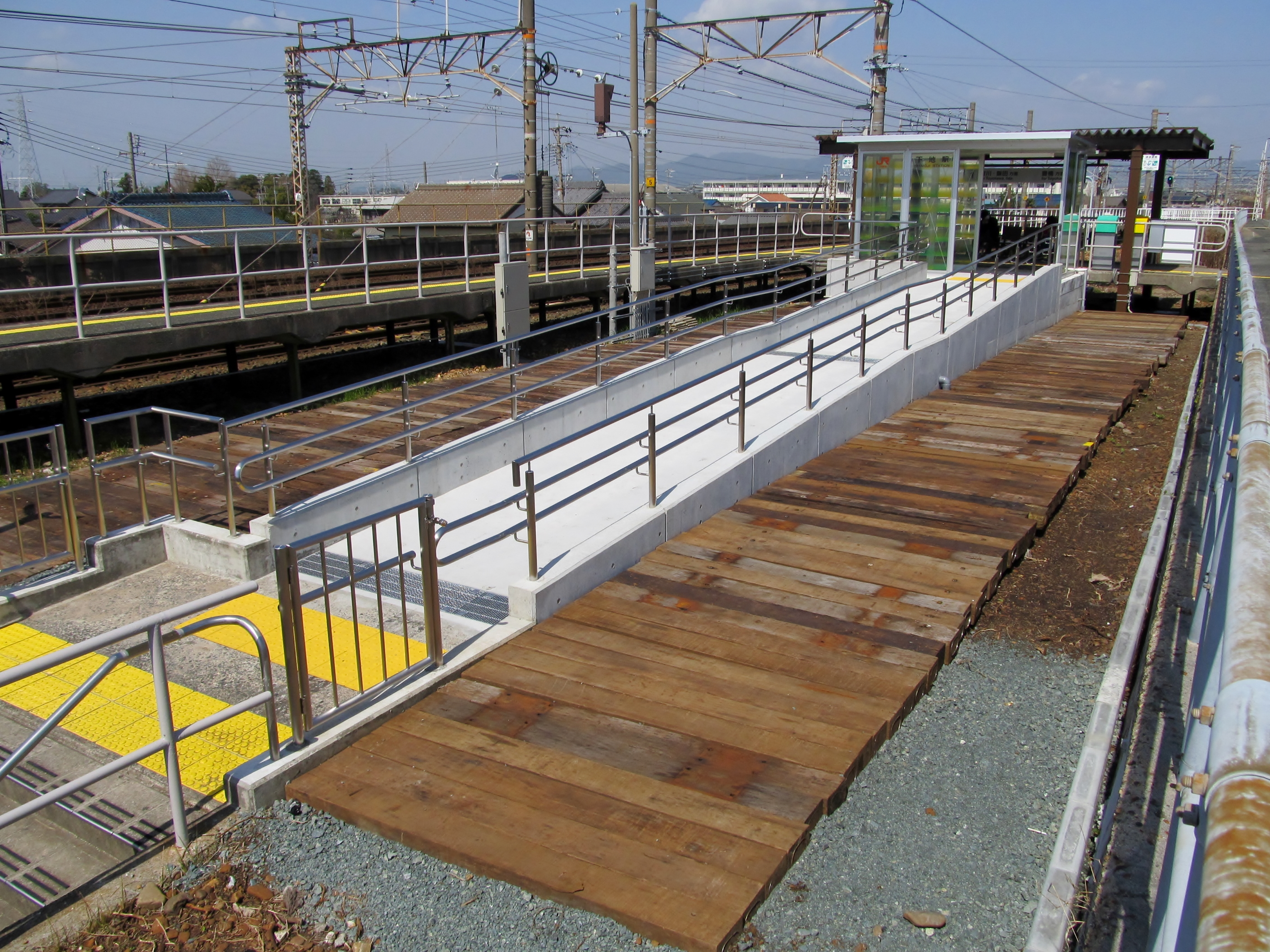
駅舎前に敷き詰められた木マクラギ（2024年3月）
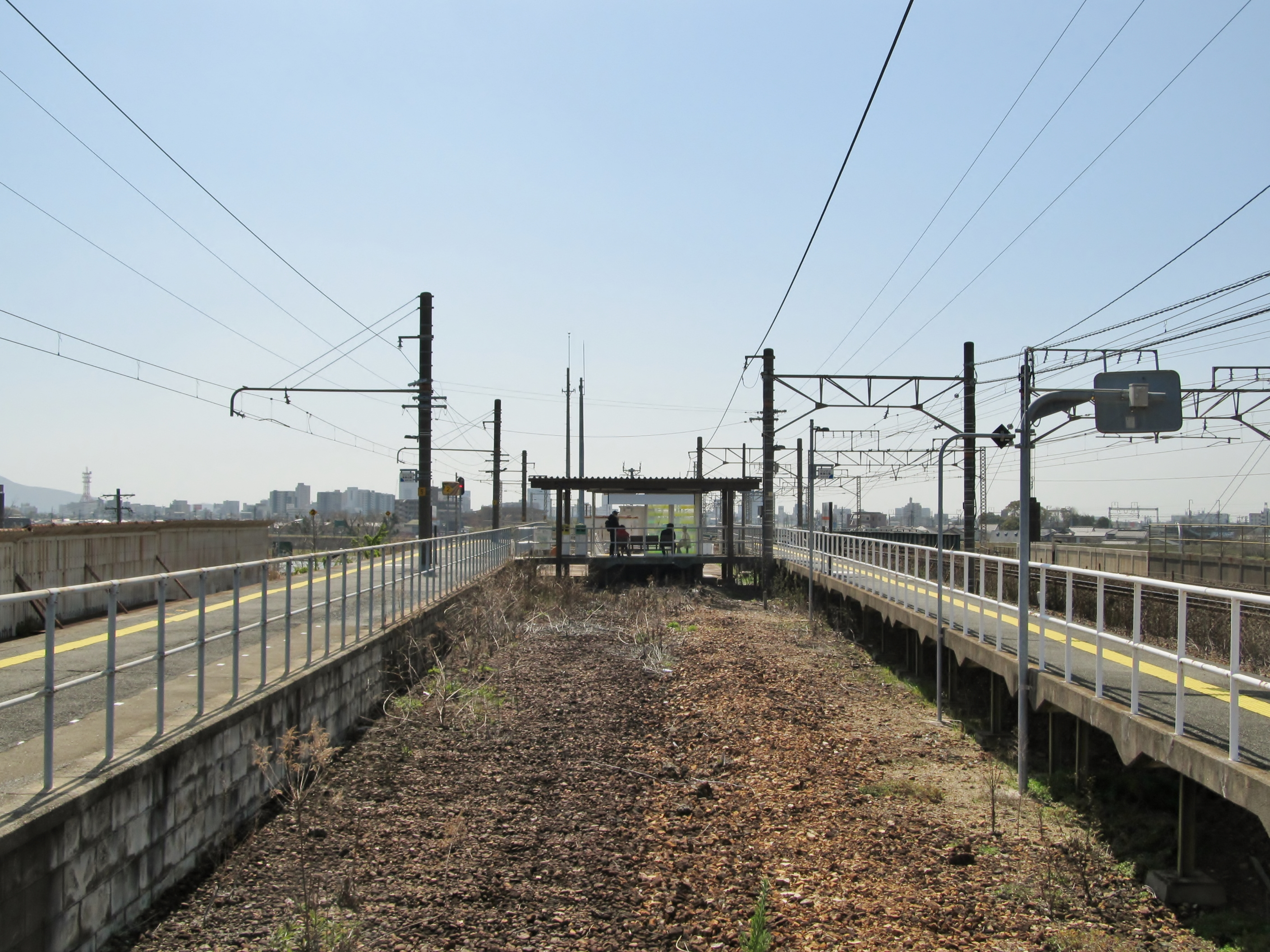
片面ホームを島式に配置した駅構内（2024年3月）
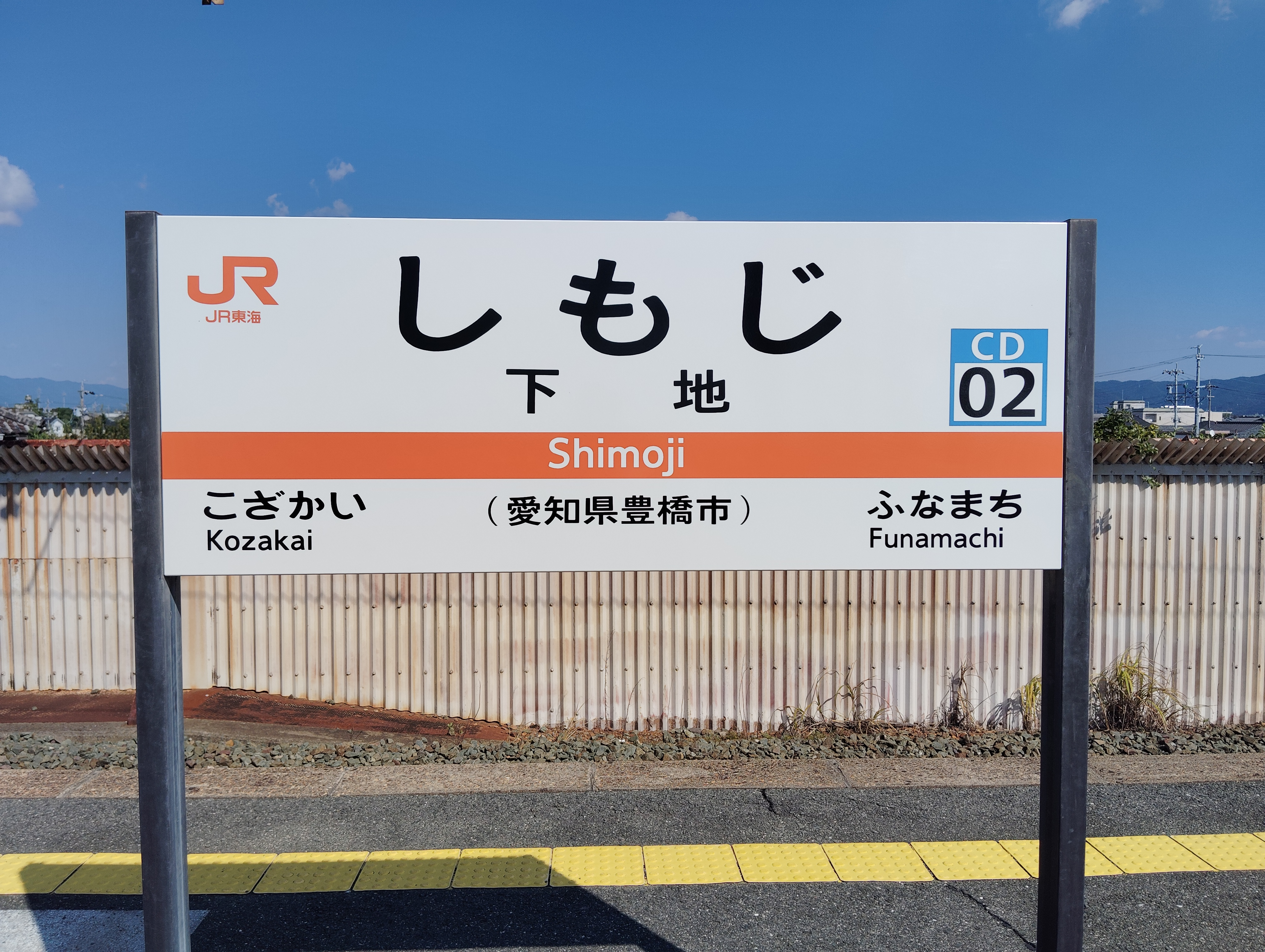
駅名標（2024年10月）

## 停車列車
下地駅を挟む飯田線豊橋・豊川間では、日中普通列車は1時間あたり上下各3 - 4本設定されているが、下地駅と隣の船町駅に停車するのはそのうち上下各2本程度である。停車するのは豊橋・豊川間の区間運転列車が中心（例外もある）。快速列車（上りのみ設定）と特急「伊那路」は通過。

## 利用状況
「愛知県統計年鑑」および「豊橋市統計書」によれば、1950年度から2019年度までの1日平均の乗車人員は下の表の通りに推移している（2000年度から2010年度までは資料無し）。
1950年度の乗車人員は1日平均305人で300人を超えていたが、1952年度以降は300人を割っていた。1962年度からは再び300人を超え、その後増加し続けて1970・71年度には1日平均718人を記録する。これを頂点に以降減少に転じ、1986年度には再び300人を割り込み1日平均231人となった。次年度から増加に転じて1990年度に300人を超えるがこれを最後に300人を超えることなく推移し、1999年度には1日平均262人となった。2011年度には100人台に落ち込んでいる。
| 1日平均の乗車人員の推移 | 1日平均の乗車人員の推移 | 1日平均の乗車人員の推移 |
| 年度 | 乗車人員                | 出典（※）               |
| --- | ----------------------- | ----------------------- |
| 1950年度 | 305人                   | 昭和27年度刊・327頁     |
| 1951年度 | 335人                   | 28年度刊・311頁         |
| 1952年度 | 283人                   | 29年度刊・330頁         |
| 1953年度 | 259人                   | 30年度刊・306頁         |
| 1954年度 | 252人                   | 31年度刊・304頁         |
| 1955年度 | 265人                   | 32年度刊・320頁         |
| 1956年度 | 266人                   | 33年度刊・336頁         |
| 1957年度 | 291人                   | 34年度刊・380頁         |
| 1958年度 | 271人                   | 35年度刊・293頁         |
| 1959年度 | 265人                   | 36年度刊・261頁         |
| 1960年度 | 288人                   | 37年度刊・325頁         |
| 1961年度 | 292人                   | 38年度刊・297頁         |
| 1962年度 | 328人                   | 39年度刊・299頁         |
| 1963年度 | 332人                   | 40年度刊・263頁         |
| 1964年度 | 344人                   | 41年度刊・239頁         |
| 1965年度 | 370人                   | 42年度刊・263頁         |
| 1966年度 | 373人                   | 43年度刊・193頁         |
| 1967年度 | 565人                   | 44年度刊・197頁         |
| 1968年度 | 641人                   | 45年度刊・205頁         |
| 1969年度 | 669人                   | 46年度刊・229頁         |
| 1970年度 | 718人                   | 47年度刊・237頁         |
| 1971年度 | 718人                   | 48年度刊・217頁         |
| 1972年度 | 638人                   | 49年度刊・215頁         |
| 1973年度 | 625人                   | 50年度刊・221頁         |
| 1974年度 | 679人                   | 51年度刊・225頁         |
| 1975年度 | 658人                   | 52年度刊・217頁         |
| 1976年度 | 555人                   | 53年度刊・231頁         |
| 1977年度 | 545人                   | 54年度刊・233頁         |
| 1978年度 | 505人                   | 55年度刊・221頁         |
| 1979年度 | 460人                   | 56年度刊・227頁         |
| 1980年度 | 438人                   | 57年度刊・239頁         |
| 1981年度 | 458人                   | 58年度刊・223頁         |
| 1982年度 | 419人                   | 59年度刊・223頁         |
| 1983年度 | 396人                   | 60年度刊・241頁         |
| 1984年度 | 372人                   | 61年度刊・235頁         |
| 1985年度 | 315人                   | 62年度刊・223頁         |
| 1986年度 | 231人                   | 63年度刊・223頁         |
| 1987年度 | 259人                   | 平成元年度刊・225頁     |
| 1988年度 | 289人                   | 2年度刊・223頁          |
| 1989年度 | 297人                   | 3年度刊・225頁          |
| 1990年度 | 313人                   | 4年度刊・229頁          |
| 1991年度 | 290人                   | 5年度刊・221頁          |
| 1992年度 | 272人                   | 6年度刊・221頁          |
| 1993年度 | 253人                   | 7年度刊・239頁          |
| 1994年度 | 245人                   | 8年度刊・241頁          |
| 1995年度 | 243人                   | 9年度刊・243頁          |
| 1996年度 | 251人                   | 10年度刊・241頁         |
| 1997年度 | 259人                   | 11年度刊・241頁         |
| 1998年度 | 258人                   | 12年度刊・239頁         |
| 1999年度 | 262人                   | 13年度刊・240頁         |
| ・・・ |                         |                         |
| 2011年度 | 185人                   | 26年度刊・114頁。       |
| 2012年度 | 168人                   | 〃                      |
| 2013年度 | 167人                   | 〃                      |
| 2014年度 | 165人                   | 27年度刊・114頁。       |
| 2015年度 | 171人                   | 28年度刊・114頁         |
| 2016年度 | 184人                   | 29年度刊・122頁         |
| 2017年度 | 194人                   | 令和2年度刊・118頁。    |
| 2018年度 | 207人                   | 〃                      |
| 2019年度 | 223人                   | 〃                      |
| ※出典欄には数値掲載の同書刊行年とページ数を記載 1999年度までは愛知県統計年鑑による資料。 2011年度からは豊橋市統計書による資料。 |                         |                         |

## 駅周辺

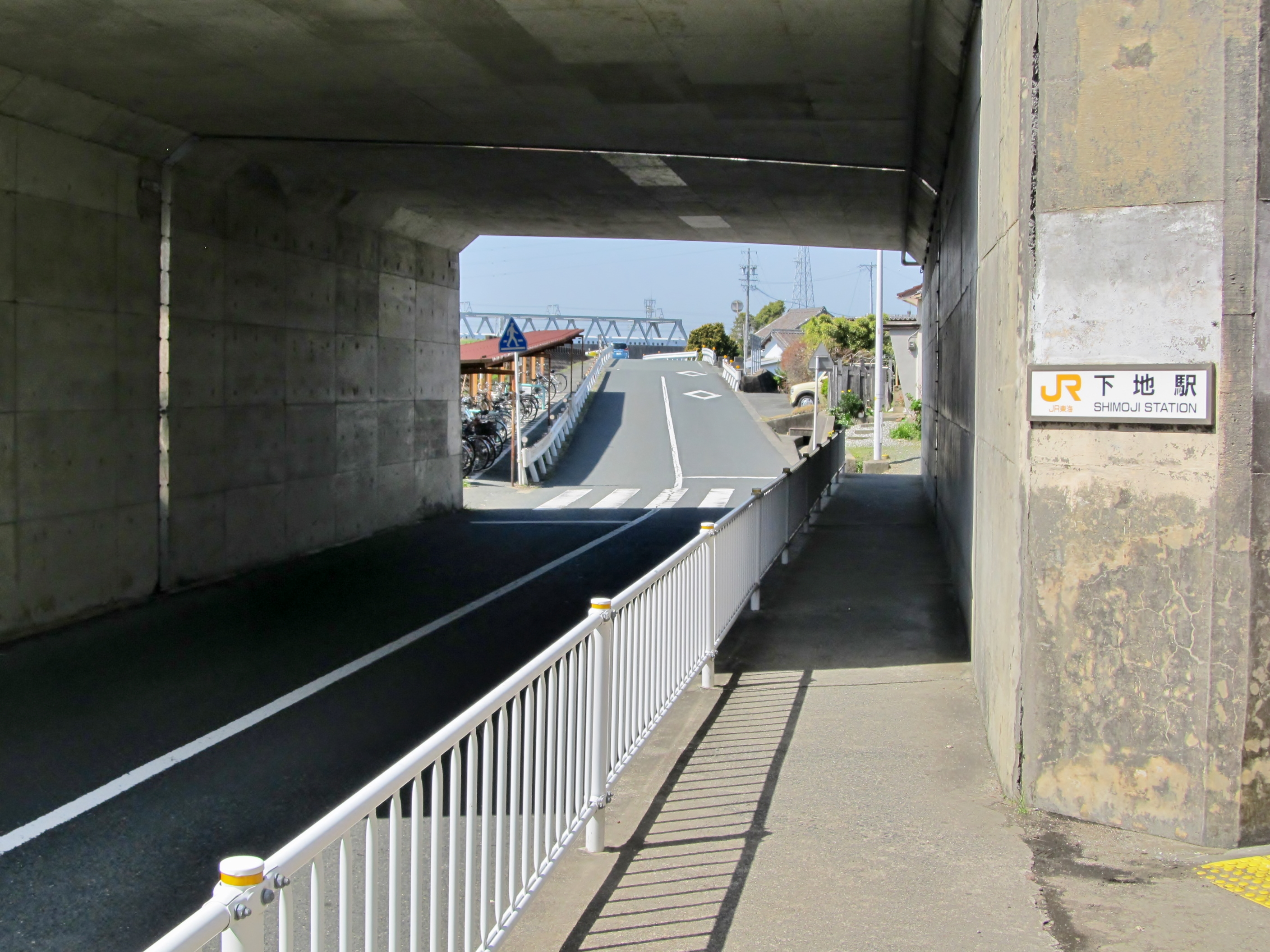
駅前通り（2024年3月）

- 豊川
- 愛知県道387号清須下地線
- 国道1号
- 豊橋市下五井地区体育館
- 豊橋市立津田小学校

## 隣の駅
東海旅客鉄道（JR東海）
CD 飯田線
■快速・■普通（速達列車）
通過
■普通（各駅停車）
船町駅 (CD01) - 下地駅 (CD02) - （平井信号場） - 小坂井駅 (CD03)